# Musa Movilă
Musa ou Moïse Movilă  (1596-1661) est prince de Moldavie de 1630 à 1631 et de 1633 à 1634. La monarchie était élective dans les principautés roumaines de Moldavie et de Valachie, comme en Transylvanie et en Pologne voisines. Le prince (voïvode, hospodar ou domnitor selon les époques et les sources) était élu par et souvent parmi les boyards. Pour être nommé, régner et se maintenir, il s'appuyait sur les partis de boyards et fréquemment sur les puissances voisines habsbourgeoise, polonaise, russe et surtout ottomane, car jusqu'en 1859, les deux principautés étaient vassales de la Sublime Porte» ottomane dont elles étaient tributaires.

## Biographie

Armoiries de la famille Movilă

Quatrième et dernier fils de Simion Ier Movilă, Musa occupe deux fois brièvement le trône de Moldavie. D'abord du 29 avril 1630 à décembre 1631, en remplacement de son jeune beau-frère, - le frère de son épouse -, Alexandre "le petit Monsieur", puis du 25 juin 1633 à mars 1634, après la destitution et l'exécution de son parent Miron Barnovschi-Movilă qui était marié avec une sœur de son épouse, Ecaterina, fille de Radu IX Mihnea, prince de Valachie et de Moldavie.
Il est le dernier membre de la Famille Movilă à avoir joué un rôle politique dans les principautés roumaines.

## Note
1. ↑  Le candidat au trône devait ensuite "amortir" ses "investissements" par sa part sur les taxes et impôts, verser en outre le tribut aux Ottomans, et s'enrichir néanmoins. Pour cela, un règne d'au moins un an était nécessaire, mais la "concurrence" était rude, certains souverains ne parvenaient pas à se maintenir assez longtemps sur le trône, et devaient ré-essayer. Cela explique la brièveté de beaucoup de règnes, les règnes interrompus et repris, et parfois les règnes à plusieurs (co-princes). En fait, le gouvernement était assuré par le Mare Vornic (premier ministre), ses ministres (spatar-armée, vistiernic-finances, paharnic-économie, logofat-intérieur... approximativement) et par le Sfat domnesc (conseil des boyards).
Concernant le tribut aux Turcs, la vassalité des principautés roumaines envers l'Empire ottoman ne signifie pas, comme le montrent par erreur beaucoup de cartes historiques, qu'elles soient devenues des provinces turques et des pays musulmans. Seuls certains territoires moldaves et valaques sont devenus ottomans : en 1422 la Dobrogée au sud des bouches du Danube, en 1484 la Bessarabie alors dénommée Boudjak, au nord des bouches du Danube (ce nom ne désignait alors que les rives du Danube et de la mer Noire), en 1538 les rayas de Brăila alors dénommée Ibrahil et de Tighina alors dénommée Bender, et en 1713 la raya de Hotin. Le reste des principautés de Valachie et Moldavie (y compris la Moldavie entre Dniestr et Prut qui sera appelée Bessarabie en 1812, lors de l'annexion russe) ont conservé leurs propres lois, leur religion orthodoxe, leurs boyards, princes, ministres, armées et autonomie politique (au point de se dresser plus d'une fois contre le Sultan ottoman). Les erreurs cartographiques et historiques sont dues à l'ignorance ou à des simplifications réductrices. Voir Gilles Veinstein et Mihnea Berindei : L'Empire ottoman et les pays roumains, EHESS, Paris, 1987.